# João Costa Amorim
João Costa Amorim (ur. 17 kwietnia 1987 w Viana do Castelo) – portugalski wioślarz.

## Osiągnięcia
- Mistrzostwa Europy – Montemor-o-Velho 2010 – ósemka wagi lekkiej – 3. miejsce[1].